# Дипломатически мисии на Естония
Това е списък на посолствата и консулствата на Естония по целия свят.

## Европа
- Австрия
  - Виена (посолство)
- Беларус
  - Минск (Генерално консулство)
- Белгия
  - Брюксел (посолство)
- Великобритания
  - Лондон (посолство)
- Германия
  - Берлин (посолство)
- Грузия
  - Тбилиси (посолство)
- Гърция
  - Атина (посолство)
- Дания
  - Копенхаген (посолство)
- Ирландия
  - Дъблин (посолство)
- Италия
  - Рим (посолство)
- Испания
  - Мадрид (посолство)
- Латвия
  - Рига (посолство)
- Литва
  - Вилнюс (посолство)
- Нидерландия
  - Хага (посолство)
- Норвегия
  - Осло (посолство)
- Полша
  - Варшава (посолство)
- Португалия
  - Лисабон (посолство)
- Русия
  - Москва (посолство)
  - Псков (Генерално консулство)
  - Санкт Петербург (Генерално консулство)
- Турция
  - Анкара (посолство)
- Украйна
  - Киев (посолство)
- Унгария
  - Будапеща (посолство)
- Финландия
  - Хелзинки (посолство)
- Франция
  - Париж (посолство)
- Чехия
  - Прага (посолство)
- Швеция
  - Стокхолм (посолство)

## Северна Америка
- Канада
  - Отава (посолство)
- САЩ
  - Вашингтон (посолство)
  - Ню Йорк (генерално консулство)

## Азия
- Индия
  - Ню Делхи (консулство)
- Китай
  - Пекин (посолство)
- Япония
  - Токио (посолство)